# محمد بن شيخان السالمي
محمد بن شيخان السالمي (1289 هـ - 1346 هـ)والف ديوان عالم لغوي وشاعر عماني له أشعار في الحب والوصف والمديح والحكمة. ولقب بـ(شيخ البيان) لتمكنه من المعاني وإحكامه للقوافي. هو ابن عم الشيخ نور الدين السالمي.ولد عم نور الدين السالمي 

## نسبه
- هو : أبو نذير محمد بن شيخان بن خلفان بن مانع بن خلفان بن خميس السالمي من بنو سالم بن تيم بن صبح بن ذهل بن مالك بن بكر بن سعد بن ضبة بن أد بن طابخة بن الياس بن مضر بن نزار بن معد بن عدنان.

## مولده ونشأته
ولد في بلدة الحوقين في ولاية الرستاق عام (1284هـ)الموافق (1868) ،وتعلم بها مبادئ القراءة والكتابة، ونتيجة للفتن والحروب التي حدثت في بلدته آنذاك رحل به والده إلى مدينة الرستاق، حيث كانت في ذلك الوقت مقصد طلاب العلم، وفي مسجد قصرى تتلمذ وتفقه على يد الشيخ راشد بن سيف اللمكي عمدة العلماء في زمانه، واستكمل قراءة علم اللسان والآلة وعلم الكلام على يد ابن عمه العلامة الشهير نور الدين السالمي، فبرع في علم اللسان والكلام ونبغ في الشعر.

## سيرته
هاجر أبو نذير إلى المنطقة الشرقية في العقد الأول من القرن الرابع عشر الهجري، واختار ولاية المضيبي مسكنا، وبقي بها مدة طويلة، ومنها كان اتصاله بالسلطان فيصل بن تركي،حيث بقي في كنفه سبعة عشرعاما، ومدحه بالكثير من الأشعار. 
ومدح أيضا السلطان تيمور بن فيصل وعددا من أفراد الأسرة الحاكمة، وفي عام (1331)هـ ونتيجة لبعض الظروف، قرر ابن شيخان الهجرة إلى خارج عمان فاتجه إلى أكثر من دولة من دول الخليج، مادحا أمراءها وحكامها، لكنه لم يحتمل الغربة والأسفار، فعاد إلى وطنه الأول الرستاق، واشتغل بالتدريس في جامع البياضة، فكان يدرس الأدب والتاريخ والفقه، وتخرج على يديه عدد كبير من العلماء والأدباء منهم الشيخان :عبد الله بن عامر العزري ومحمد بن حمد الزاملي المعولي، واستمر مدرسا إلى أن توفي ليلة الجمعة الثامن عشر من ربيع الأول عام(1346)هـ الموافق (1927 ) ببيت القرن من الرستاق.
توفي ليلة الثامن عشر من ربيع الأول سنة: 1346هـ، عن عمر ناهز الثانية والستين.

## شعره
ترك ابن شيخان الكثير من الأشعار، قام بجمعها الشيخ/محمد بن عبد الله السالمي، وأصدرها في ديوان عام 1979- بمراجعة د.عبد الستار أبو غدة-وقد قسمه على حسب الأغراض الشعرية فجعل لكل غرض فصلا مستقلا.
عرف عنه أنه كان ذكيا متوقد الذكاء، سريع الجواب، حاضر الاستشهاد، حافظا للكثير من أشعار العرب، إذا سئل لم يتلجلج، وإذا امتحن لم يتلعثم، وإذا نوقش لم يتذمر، وكان أيضاً جهوري الصوت. 
ويحتل الوصف جانبا كبيرا من شعره وقد وصف الطبيعة والخيل والقلاع والقمر والليل، وساعده في ذلك خياله الخصب وثراؤه اللغوي. وله الكثير من المدائح في السلاطين والأئمة وعدد من الحكام والأمراء في ذلك الزمان. أيضا له قصائد في الحكم والمواعظ وفي الألغاز والتورية وأجوبة المسائل وفي المراثي والغزل، وعدة تخميسات.
و سرعان ما راح يتكسب بالشعر حين ضاقت به الحال الاجتماعية. وفتحت له مدائحه في السلطان فيصل بن تركي آل سعيد سلطان مسقط أبواباً واسعة من الرزق والشهرة. وصار أغلب شعره في مدح السلطان فيصل والأسرة المالكة، فسمي بذلك شاعر المديح، فأجزل له العطاء.
وقد شهد له الكثير من علماء عصره بالريادة الشعرية على معاصريه، وكان ذا شاعرية فذة وقريحة فياضة، وشعره محلّى بالجناس والتورية وغيرها من محسِّنات البديع، واستلهم الطبيعة فألهمته ومنحته الكثير من بديعها، فتراه محافظا على أوزان الشعر وقوافيه، مستندا إلى حظ من البيان العربي غير قليل، ذا ثروة من اللغة الفصحى، فجاء شعره سلسا عذبا منسابا برقة بلا تكلف ولا تعقيد.
وعن شعره قال نور الدين السالمي: “ لولا وجود شاعر العرب أبي مسلم الرواحي بزنجبار لقلت إنه أشعر أهل عصره “.

## وصلات خارجية
- الديوان الشعري الكامل للشاعر محمد بن شيخان في بوابة الشعراء